# 1310年
| 千纪： | 2千纪 |
| 世纪： | 13世纪 \| 14世纪 \| 15世纪                                                                                 |
| 年代： | 1280年代 \| 1290年代 \| 1300年代 \| 1310年代 \| 1320年代 \| 1330年代 \| 1340年代                           |
| 年份： | 1305年 \| 1306年 \| 1307年 \| 1308年 \| 1309年 \| 1310年 \| 1311年 \| 1312年 \| 1313年 \| 1314年 \| 1315年 |
| 纪年： | 庚戌年（狗年）；元至大三年；越南興隆十八年；日本延慶三年                                                   |

## 大事记
- 亨利七世將盧森堡伯爵爵位轉給其子盧森堡的約翰。
- 亨利七世入侵義大利，在米蘭加冕為義大利國王。
- 暫時接管察合台汗國的怯別召集忽裡台大會，推舉也先不花為第十三代察合台汗。
- 窩闊台汗國的末代可汗察八兒被元武宗封為汝寧王，窩闊台汗國的領地被察合台汗國也先不花可汗吞併。

## 出生
- 11月4日 宋濂

## 逝世
- 阿丁克亞，舊譯阿散哥也，其弟亞扎丁堅、底哈都共同創建了敏象王國。